# Таня Паскова
Таня Паскова е български физик, доктор на физическите науки с над 35 години международен опит в България, Швеция и САЩ в академичните среди, индустриалното производство и държавните агенции на САЩ с изключително висок H-индекс: 35 (със самоцитирания) и 33 според Scopus (без самоцитирания) и 34 според Clarivate Web of Science (без самоцитирания). Понастоящем е професор в Държавния университет на Северна Каролина.
Родена е във Видин на 3 октомври 1961 г. Завършва специалност „Микроелектроника“ във Физическия факултет на Софийския университет „Климент Охридски“ през 1984 г. и защитава докторат през 1992 г.
Нейните интереси включват физика на полупроводниците, синтез на материали, широколентови материали за електронни и фотонни приложения с фокус върху нитридите, растеж на кристали, основни оптични свойства, повърхностни модификации за сензорни приложения и топлинен транспорт в широколентови материали за приложения с висока мощност. Тя е редактор на две научни книги, рецензент на книги и автор на повече от 260 научни статии и доклади. Тя служи като редактор в „Journal of Crystal Growth“ и член на няколко съвета. Заедно със съпруга си Пламен Пасков са съавтори в изследванията и написването на няколко научни статии с двама от новоизбраните Нобелови лауреати по физика за 2014 г. – Хироши Амано и Исаму Акасаки.